# Feliciano Filho
Feliciano Nahimy Filho  (Campinas, 14 de fevereiro de 1957) é um economista e político brasileiro filiado ao Patriota desde 2018 e notório pela bandeira dos direitos dos animais.

## Carreira política
Em outubro de 2003, Feliciano filiou-se ao Partido da Social Democracia Brasileira (PSDB).
Em setembro de 2005, Feliciano desfiliou-se do PSDB e filiou-se ao Partido Verde (PV).
Em setembro de 2012, Feliciano desfiliou-se do PV e filiou-se ao Partido Ecológico Nacional (PEN).
Nas eleições estaduais de São Paulo em 2014 foi candidato a deputado estadual pelo PEN.

### Mandato de deputado estadual (2015–2018)
Em março de 2016, Feliciano desfiliou-se do PEN e filiou-se ao Partido Social Cristão (PSC).
Em dezembro de 2017, o projeto de lei nº 87/2016, de autoria de Feliciano, foi aprovado na Assembleia Legislativa de São Paulo. O projeto procura instituir a Segunda Sem Carne nos estabelecimentos públicos do estado de São Paulo, proibindo “o fornecimento de carnes e seus derivados às segundas-feiras, ainda que gratuitamente, nas escolas da rede pública de ensino e nos estabelecimentos que ofereçam refeição no âmbito dos órgãos públicos”, com exceção de hospitais e unidades de saúde pública. No entanto, o então governador Geraldo Alckmin afirmou que iria vetar o projeto pois ele cercearia o direito das pessoas e seria um intervencionismo do Estado.
Em abril de 2018, Feliciano desfiliou-se do PSC e filiou-se ao Partido Republicano Progressista (PRP).

### Desempenho em eleições
| Ano  | Eleição               | Coligação     | Partido | Candidato a       | Votos   | Resultado  |
| ---- | --------------------- | ------------- | ------- | ----------------- | ------- | ---------- |
| 2004 | Municipal de Campinas |               | PSDB    | Vereador          | 11.598  | Eleito     |
| 2006 | Estadual de São Paulo | sem coligação | PV      | Deputado estadual | 43.643  | Eleito     |
| 2010 | Estadual de São Paulo | sem coligação | PV      | Deputado estadual | 137.573 | Eleito     |
| 2014 | Estadual de São Paulo | sem coligação | PEN     | Deputado estadual | 188.898 | Eleito     |
| 2018 | Estadual de São Paulo | sem coligação | PRP     | Deputado estadual | 81.458  | Não Eleito |

## Denuncia por Maus-Tratos à Animais
Em 2013, polícia achou cães mortos em geladeira de ONG, em Campinas. 
A ONG União Protetora dos Animais (UPA), fundada pelo parlamentar em Campinas, mantinha cães mortos em uma geladeira e também 40 animais em situação de maus-tratos. O deputado afirma que o processo se originou em uma "grande armação política".

De acordo com o MP, eles devem pagar indenização pelos danos causados na área de preservação permanente onde era mantido o canil - acessado por estrada de terra a partir do km 91 da Anhanguera - e também por maus-tratos aos animais e dano moral coletivo.